# Matteo Bianchi
Matteo Bianchi (Bolzano, 21 de octubre de 2001) es un deportista italiano que compite en ciclismo en la modalidad de pista. Ganó tres medallas en el Campeonato Europeo de Ciclismo en Pista entre los años 2022 y 2025, en la prueba de 1 km contrarreloj.

## Medallero internacional
| Campeonato Europeo | Campeonato Europeo       | Campeonato Europeo | Campeonato Europeo |
| Año                | Lugar                    | Medalla            | Competición        |
| ------------------ | ------------------------ | ------------------ | ------------------ |
| 2022               | Múnich (Alemania)        | Medalla de plata   | 1 km contrarreloj  |
| 2024               | Apeldoorn (Países Bajos) | Medalla de oro     | 1 km contrarreloj  |
| 2025               | Heusden-Zolder (Bélgica) | Medalla de oro     | 1 km contrarreloj  |